# Мрозово
Мрозово (пол. Mrozowo) — село в Польщі, у гміні Садки Накельського повіту Куявсько-Поморського воєводства.
Населення — 345 осіб (2011).
У 1975-1998 роках село належало до Бидгощського воєводства.

## Демографія
Демографічна структура станом на 31 березня 2011 року:
|          | Загалом | Допрацездатний вік | Працездатний вік | Постпрацездатний вік |
| -------- | ------- | ------------------ | ---------------- | -------------------- |
| Чоловіки | 166     | 21                 | 130              | 15                   |
| Жінки    | 179     | 40                 | 110              | 29                   |
| Разом    | 345     | 61                 | 240              | 44                   |